# 高田稔浩
高田 稔浩（たかだ としひろ、1965年9月9日 - ）は、日本の車いすの陸上競技・マラソン選手、政治家。福井市議会議員（1期）。IPC 陸上競技クラス T52 、福井県出身、福井県身体障害者陸上競技協会所属。身長 166cm 、体重 53kg 。
2004年、アテネ・パラリンピック 400m 、5000m 、マラソンで金メダルなどパラリンピック3大会連続出場し通算7つのメダルを獲得、2012年、第32回大分国際車いすマラソン大会優勝などで活躍。クラス T52 の 1500m 、 5000m のアジア記録、日本記録、マラソンの日本記録などを樹立した。

## 経歴
1965年9月9日、福井県生まれ。生まれつき神経が消えていき次第に筋肉が動かなくなる遺伝性感覚運動性ニューロパチーのシャルコー・マリー・トゥース病で、幼い頃は他の子供と同じようにかけっこをしたりサッカーをしたりしていたが、次第に脚が動かなくなった。福井工業大学大学院卒業後、福井市役所に就職。25歳の時に下半身の自由を失い車いす生活になる。パラスポーツの大会にボランティアで参加したことがきっかけで競技用車いすの陸上競技があることを知り、友人の勧めもあって30歳で車いすマラソンを始めた。
2004年、初出場したアテネ・パラリンピック 400m 、 5000m 、マラソンの3種目で金メダル、 1500m で銅メダルを獲得した。2008年9月、北京パラリンピック  400m 銀メダル、800m では伊藤智也が金メダル、高田が銀メダルの日本選手のワンツーフィニッシュを果たした。マラソンでは上与那原寛和が銀メダル、高田が銅メダルを獲得。出場した3種目すべてでメダルを獲得した。北京大会以降にも症状は進行し、左手親指が動かなくなるも、2012年、3回目の出場となるロンドン・パラリンピック 800m で4位に入賞した。「最後を、発祥の地で終えられて良かった」と述べ、ロンドンを最後に国際舞台から降りるつもり、とも報じられた。
国内では活躍を続け、2012年10月の第32回大分国際車いすマラソン大会初優勝、2014年4月、ハーフマラソンの第10回長野車いすマラソン大会を初優勝した。
2023年4月に行われた福井市議会議員選挙に立憲民主党公認で立候補し、初当選した。

## 自己ベスト・記録
| 種目                               | タイム        | 年月日         | 大会                                  | 備考                          |
| ---------------------------------- | ------------- | -------------- | ------------------------------------- | ----------------------------- |
| 1500m T52                          | 3分46秒38     | 2004年7月18日  | 第9回関東身体障害者陸上競技選手権大会 | 日本記録 大会記録             |
| 5000m T52                          | 12分47秒64    | 2001年10月14日 | 第6回関東身体障害者陸上競技選手権大会 | 日本記録 大会記録             |
| 5000m T52                          | 13分10秒86    | 2004年9月19日  | アテネ・パラリンピック                | パラリンピック記録 アジア記録 |
| マラソン T52                       | 1時間40分20秒 | 2008年9月17日  | 北京パラリンピック                    | [ 注 2 ]                      |
| マラソン T52                       | 1時間44分04秒 | 2007年10月27日 | 第27回大分国際車いすマラソン大会      | 日本記録 大会国内選手記録     |
| 太字は2017年8月5日現在保持する記録 |               |                |                                       |                               |

## 主な成績

### 国際大会
| 年月                                                                           | 大会                            | 開催地                               | 順位 | 種目         | タイム        | 備考           |
| ------------------------------------------------------------------------------ | ------------------------------- | ------------------------------------ | ---- | ------------ | ------------- | -------------- |
| 2004年9月                                                                      | 第12回パラリンピック            | ギリシャ・アテネ                     | 1位  | 400m T52     | 1分00秒92     | PR NR          |
| 2004年9月                                                                      | 第12回パラリンピック            | ギリシャ・アテネ                     | 棄権 | 800m T52     | DNS           | [ 16 ]         |
| 2004年9月                                                                      | 第12回パラリンピック            | ギリシャ・アテネ                     | 3位  | 1500m T52    | 3分49秒76     | [ 16 ]         |
| 2004年9月                                                                      | 第12回パラリンピック            | ギリシャ・アテネ                     | 1位  | 5000m T52    | 13分10秒86    | PR AR          |
| 2004年9月                                                                      | 第12回パラリンピック            | ギリシャ・アテネ                     | 1位  | マラソン T52 | 2時間00分02秒 | PR             |
| 2006年9月                                                                      | 2006 IPC 陸上競技世界選手権大会 | オランダ・アッセン                   | 5位  | 800m T52     | 2分13秒36     | [ 19 ]         |
| 2006年9月                                                                      | 2006 IPC 陸上競技世界選手権大会 | オランダ・アッセン                   | 4位  | 1500m T52    | 4分03秒29     | [ 19 ]         |
| 2006年9月                                                                      | 2006 IPC 陸上競技世界選手権大会 | オランダ・アッセン                   | 4位  | マラソン T52 | 2時間00分07秒 | [ 19 ]         |
| 2008年9月                                                                      | 第13回パラリンピック            | 中国北京市                           | 2位  | 400m T52     | 1分00秒32     | [ 20 ] [ 21 ]  |
| 2008年9月                                                                      | 第13回パラリンピック            | 中国北京市                           | 2位  | 800m T52     | 1分53秒67     | [ 20 ] [ 21 ]  |
| 2008年9月                                                                      | 第13回パラリンピック            | 中国北京市                           | 3位  | マラソン T52 | 1時間40分20秒 | [ 20 ] [ 21 ]  |
| 2011年1月                                                                      | 2011 IPC 陸上競技世界選手権大会 | ニュージーランド・クライストチャーチ | 4位  | 400m T52     | 1分02秒88     | [ 18 ] [ 22 ]  |
| 2011年1月                                                                      | 2011 IPC 陸上競技世界選手権大会 | ニュージーランド・クライストチャーチ | 3位  | 800m T52     | 2分02秒19     | [ 18 ] [ 22 ]  |
| 2011年1月                                                                      | 2011 IPC 陸上競技世界選手権大会 | ニュージーランド・クライストチャーチ | 4位  | 1500m T52    | 4分19秒94     | メダルなし種目 |
| 2011年1月                                                                      | 2011 IPC 陸上競技世界選手権大会 | ニュージーランド・クライストチャーチ | 3位  | 5000m T52    | 13分59秒55    | メダルなし種目 |
| 2012年8月・9月                                                                 | 第14回パラリンピック            | イギリス・ロンドン                   | 予選 | 100m T52     | 19秒63        | [ 23 ] [ 24 ]  |
| 2012年8月・9月                                                                 | 第14回パラリンピック            | イギリス・ロンドン                   | 予選 | 200m T52     | 33秒96        | [ 23 ] [ 24 ]  |
| 2012年8月・9月                                                                 | 第14回パラリンピック            | イギリス・ロンドン                   | 予選 | 400m T52     | DQ            | [ 23 ] [ 24 ]  |
| 2012年8月・9月                                                                 | 第14回パラリンピック            | イギリス・ロンドン                   | 4位  | 800m T52     | 2分02秒64     | [ 23 ] [ 24 ]  |
| AR エリア（アジア）記録 \| GR 大会記録 \| NR 日本記録 \| PR パラリンピック記録 |                                 |                                      |      |              |               |                |

### 国内大会

#### トラック競技
| 年月日                                                | 大会                                                                             | 開催地         | 順位      | 種目         | タイム     | 備考     |
| ----------------------------------------------------- | -------------------------------------------------------------------------------- | -------------- | --------- | ------------ | ---------- | -------- |
| 2001年9月16日                                         | 2001 ジャパンパラリンピック陸上競技大会                                          | 高知市         | 1位       | 1500m T52    | 4分08秒0   | GR       |
| 2001年9月16日                                         | 2001 ジャパンパラリンピック陸上競技大会                                          | 高知市         | 1位       | 5000m T52    | 13分40秒6  | GR       |
| 2001年10月14日                                        | 第6回関東身体障害者陸上競技選手権大会                                            |                |           | 5000m T52    | 12分47秒64 | NR GR    |
| 2002年9月7日・8日                                     | 2002 ジャパンパラリンピック陸上競技大会                                          | 宮城県岩沼市   | 6位       | 1500m T53/54 | 3分52秒24  | [ 28 ]   |
| 2002年9月7日・8日                                     | 2002 ジャパンパラリンピック陸上競技大会                                          | 宮城県岩沼市   | 6位       | 5000m T53/54 | 12分53秒66 | [ 28 ]   |
| 2003年6月22日                                         |                                                                                  | 大阪市         |           | 1500m T52    | 3分59秒44  | AR       |
| 2003年9月20日・21日                                   | 2003 ジャパンパラリンピック陸上競技大会                                          | 東京都町田市   | 1位       | 1500m T52    | 4分21秒75  | [ 29 ]   |
| 2003年9月20日・21日                                   | 2003 ジャパンパラリンピック陸上競技大会                                          | 東京都町田市   | 2位       | 5000m T52    | 15分14秒50 | [ 29 ]   |
| 2003年9月20日・21日                                   | 2003 ジャパンパラリンピック陸上競技大会                                          | 東京都町田市   | 1位       | 砲丸投 F53   | 4m67       | NR GR    |
| 2004年3月14日                                         | 第7回九州パラリンピック                                                          | 熊本市         |           | 800m T52     | 2分03秒42  | NR       |
| 2004年5月23日                                         | 2004 ジャパンパラリンピック陸上競技大会 兼第15回日本身体障害者陸上競技選手権大会 | 大阪市         | 2位       | 800m T52     | 2分09秒75  | GR       |
| 2004年5月23日                                         | 2004 ジャパンパラリンピック陸上競技大会 兼第15回日本身体障害者陸上競技選手権大会 | 大阪市         | 2位       | 1500m T52    | 3分50秒79  | GR       |
| 2004年5月23日                                         | 2004 ジャパンパラリンピック陸上競技大会 兼第15回日本身体障害者陸上競技選手権大会 | 大阪市         | 2位       | 5000m T52    | 13分02秒27 | [ 30 ]   |
| 2004年7月18日                                         | 第9回関東身体障害者陸上競技選手権大会                                            |                |           | 400m T52     | 1分01秒43  | GR       |
| 2004年7月18日                                         | 第9回関東身体障害者陸上競技選手権大会                                            |                | 1500m T52 | 3分46秒38    | NR GR      |          |
| 2005年7月17日                                         | 第10回関東身体障害者陸上競技選手権大会                                           | 東京都町田市   | 2位       | 1500m T52    | 4分04秒54  | [ 27 ]   |
| 2005年7月17日                                         | 第10回関東身体障害者陸上競技選手権大会                                           | 東京都町田市   | 1位       | 800m T52     | 2分10秒28  | GR       |
| 2006年6月11日                                         | 第17回日本身体障害者陸上競技選手権大会                                           | 大阪市         |           | 200m T52     | 35秒25     | [ 31 ]   |
| 2006年6月11日                                         | 第17回日本身体障害者陸上競技選手権大会                                           | 大阪市         |           | 800m T52     | 2分10秒12  | [ 31 ]   |
| 2006年6月11日                                         | 第17回日本身体障害者陸上競技選手権大会                                           | 大阪市         |           | 1500m T52    | 4分13秒54  | [ 31 ]   |
| 2006年9月30日・10月1日                                | 2006 ジャパンパラリンピック陸上競技大会                                          | 岡山市         | 2位       | 200m T52     | 36秒30     | [ 17 ]   |
| 2006年9月30日・10月1日                                | 2006 ジャパンパラリンピック陸上競技大会                                          | 岡山市         | 2位       | 800m T52     | 2分07秒40  | [ 17 ]   |
| 2006年9月30日・10月1日                                | 2006 ジャパンパラリンピック陸上競技大会                                          | 岡山市         | 3位       | 1500m T52    | 4分21秒53  | [ 17 ]   |
| 2007年5月27日                                         | 第18回日本身体障害者陸上競技選手権大会                                           | 大阪府堺市     | 2位       | 200m T52     | 36秒32     | 追風参考 |
| 2007年5月27日                                         | 第18回日本身体障害者陸上競技選手権大会                                           | 大阪府堺市     | 1位       | 400m T52     | 1分04秒18  | [ 32 ]   |
| 2007年5月27日                                         | 第18回日本身体障害者陸上競技選手権大会                                           | 大阪府堺市     | 1位       | 800m T52     | 2分05秒29  | GR       |
| 2007年10月20日・21日                                  | 2007 ジャパンパラリンピック陸上競技大会                                          | 大阪市         | 2位       | 100m T52     | 21秒10     | [ 33 ]   |
| 2007年10月20日・21日                                  | 2007 ジャパンパラリンピック陸上競技大会                                          | 大阪市         | 2位       | 200m T52     | 37秒04     | [ 33 ]   |
| 2007年10月20日・21日                                  | 2007 ジャパンパラリンピック陸上競技大会                                          | 大阪市         | 1位       | 800m T52     | 2分20秒65  | [ 33 ]   |
| 2008年6月22日                                         | 2008 ジャパンパラリンピック陸上競技大会 兼第19回日本身体障害者陸上競技選手権大会 | 大阪市         | 3位       | 400m T52     | 1分07秒37  | [ 34 ]   |
| 2008年6月22日                                         | 2008 ジャパンパラリンピック陸上競技大会 兼第19回日本身体障害者陸上競技選手権大会 | 大阪市         | 2位       | 800m T52     | 2分09秒06  | [ 34 ]   |
| 2009年7月5日                                          | 第14回関東身体障害者陸上競技選手権大会                                           | 東京都町田市   | 1位       | 800m T52     | 2分03秒11  | GR       |
| 2009年7月5日                                          | 第14回関東身体障害者陸上競技選手権大会                                           | 東京都町田市   | 1位       | 1500m T52    | 3分46秒70  | [ 35 ]   |
| 2009年9月22日                                         | 2009 ジャパンパラリンピック陸上競技大会 兼第20回日本身体障害者陸上競技選手権大会 | 大阪市         | 1位       | 800m T52     | 2分09秒65  | [ 36 ]   |
| 2009年9月22日                                         | 2009 ジャパンパラリンピック陸上競技大会 兼第20回日本身体障害者陸上競技選手権大会 | 大阪市         | 1位       | 1500m T52    | 3分57秒77  | [ 36 ]   |
| 2010年7月31日・8月1日                                 | 2010 ジャパンパラリンピック陸上競技大会                                          | 仙台市         | 2位       | 400m T52     | 1分02秒21  | [ 37 ]   |
| 2010年7月31日・8月1日                                 | 2010 ジャパンパラリンピック陸上競技大会                                          | 仙台市         | 2位       | 800m T52     | 2分05秒81  | [ 37 ]   |
| 2010年7月31日・8月1日                                 | 2010 ジャパンパラリンピック陸上競技大会                                          | 仙台市         | 1位       | 1500m T52    | 3分58秒21  | [ 37 ]   |
| 2011年7月17日・18日                                   | 第22回日本身体障害者陸上競技選手権大会                                           | 大阪府吹田市   | 2位       | 100m T52     | 19秒59     | [ 38 ]   |
| 2011年7月17日・18日                                   | 第22回日本身体障害者陸上競技選手権大会                                           | 大阪府吹田市   | 2位       | 200m T52     | 33秒72     | GR       |
| 2011年7月17日・18日                                   | 第22回日本身体障害者陸上競技選手権大会                                           | 大阪府吹田市   | 2位       | 400m T52     | 1分02秒00  | [ 40 ]   |
| 2011年7月17日・18日                                   | 第22回日本身体障害者陸上競技選手権大会                                           | 大阪府吹田市   | 1位       | 800m T52     | 2分08秒90  | [ 41 ]   |
| 2011年9月24日・25日                                   | 2011 ジャパンパラリンピック陸上競技大会                                          | 大分市         | 3位       | 100m T52     | 19秒39     | [ 42 ]   |
| 2011年9月24日・25日                                   | 2011 ジャパンパラリンピック陸上競技大会                                          | 大分市         | 3位       | 200m T52     | 32秒50     | [ 42 ]   |
| 2011年9月24日・25日                                   | 2011 ジャパンパラリンピック陸上競技大会                                          | 大分市         | 2位       | 400m T52     | 1分02秒39  | [ 42 ]   |
| 2011年9月24日・25日                                   | 2011 ジャパンパラリンピック陸上競技大会                                          | 大分市         | 1位       | 800m T52     | 2分02秒42  | GR       |
| 2012年6月2日・3日                                     | 2012 ジャパンパラ陸上競技大会 兼第23回日本身体障害者陸上競技選手権大会           | 大阪市         | 2位       | 200m T52     | 34秒24     | [ 44 ]   |
| 2012年6月2日・3日                                     | 2012 ジャパンパラ陸上競技大会 兼第23回日本身体障害者陸上競技選手権大会           | 大阪市         | 2位       | 400m T52     | 1分05秒04  | [ 44 ]   |
| 2012年6月2日・3日                                     | 2012 ジャパンパラ陸上競技大会 兼第23回日本身体障害者陸上競技選手権大会           | 大阪市         | 1位       | 800m T52     | 2分11秒09  | [ 44 ]   |
| 2014年6月7日・8日                                     | 第25回日本身体障害者陸上競技選手権大会                                           | 大阪市         | 1位       | 400m T52     | 1分05秒14  | [ 45 ]   |
| 2014年6月7日・8日                                     | 第25回日本身体障害者陸上競技選手権大会                                           | 大阪市         | 3位       | 800m T52     | 2分19秒05  | [ 45 ]   |
| 2014年6月7日・8日                                     | 第25回日本身体障害者陸上競技選手権大会                                           | 大阪市         | 1位       | 1500m T52    | 4分02秒31  | [ 45 ]   |
| 2014年9月6日・7日                                     | 2014 ジャパンパラ陸上競技大会                                                    | 山口市         | 2位       | 400m T52     | 1分08秒03  | [ 43 ]   |
| 2014年9月6日・7日                                     | 2014 ジャパンパラ陸上競技大会                                                    | 山口市         | 1位       | 800m T52     | 2分09秒76  | [ 43 ]   |
| 2014年9月6日・7日                                     | 2014 ジャパンパラ陸上競技大会                                                    | 山口市         | 1位       | 1500m T52    | 4分05秒14  | [ 43 ]   |
| 2015年9月19日・20日                                   | 2015 ジャパンパラ陸上競技大会                                                    | 大阪市         | 4位       | 400m T52     | 1分07秒99  | [ 46 ]   |
| 2015年9月19日・20日                                   | 2015 ジャパンパラ陸上競技大会                                                    | 大阪市         | 3位       | 1500m T52    | 4分10秒54  | [ 47 ]   |
| 2017年6月10日・11日                                   | 第28回日本パラ陸上競技選手権大会                                                 | 東京都世田谷区 | 3位       | 400m T52     | 1分07秒84  | [ 48 ]   |
| 2017年6月10日・11日                                   | 第28回日本パラ陸上競技選手権大会                                                 | 東京都世田谷区 | 3位       | 800m T52     | 2分15秒50  | [ 48 ]   |
| 2017年6月10日・11日                                   | 第28回日本パラ陸上競技選手権大会                                                 | 東京都世田谷区 | 3位       | 1500m T52    | 4分10秒16  | [ 48 ]   |
| 2017年9月23日・24日                                   | 2017 ジャパンパラ陸上競技大会                                                    | 福島市         | 4位       | 400m T52     | 1分09秒92  | [ 49 ]   |
| 2017年9月23日・24日                                   | 2017 ジャパンパラ陸上競技大会                                                    | 福島市         | 2位       | 1500m T52    | 4分13秒50  | [ 49 ]   |
| AR エリア（アジア）記録 \| GR 大会記録 \| NR 日本記録 |                                                                                  |                |           |              |            |          |

#### マラソン
| 年月日         | 大会                             | 開催地       | クラス  | 順位 | タイム        | 備考                |
| -------------- | -------------------------------- | ------------ | ------- | ---- | ------------- | ------------------- |
| 2000年11月12日 | 第20回大分国際車いすマラソン大会 | 大分市       | クラス2 | 2位  | 1時間59分35秒 | 男女総合91位        |
| 2001年11月11日 | 第21回大分国際車いすマラソン大会 | 大分市       | クラス2 | 1位  | 1時間55分15秒 | 男女総合98位        |
| 2002年10月20日 | 第22回大分国際車いすマラソン大会 | 大分市       | クラス3 |      | 1時間52分59秒 | 男女総合69位        |
| 2003年11月16日 | 第23回大分国際車いすマラソン大会 | 大分市       | クラス2 | 2位  | 1時間56分08秒 | 男女総合75位        |
| 2004年10月31日 | 第24回大分国際車いすマラソン大会 | 大分市       | T52     | 2位  | 2時間05分10秒 | [ 57 ]              |
| 2005年10月30日 | 第25回大分国際車いすマラソン大会 | 大分市       | T52     | 3位  | 2時間04分36秒 | [ 58 ]              |
| 2006年10月29日 | 第26回大分国際車いすマラソン大会 | 大分市       | T52     |      | DNF           | [ 59 ]              |
| 2007年10月28日 | 第27回大分国際車いすマラソン大会 | 大分市       | T52     | 2位  | 1時間44分04秒 | NR 大会国内選手記録 |
| 2008年11月9日  | 第28回大分国際車いすマラソン大会 | 大分市       | T52     | 2位  | 1時間50分44秒 | [ 61 ]              |
| 2009年10月25日 | 第29回大分国際車いすマラソン大会 | 大分市       | T52     | 2位  | 2時間13分50秒 | [ 62 ]              |
| 2010年2月28日  | 東京マラソン 2010                | 東京都       | 車いす  |      | DNF           | [ 63 ]              |
| 2010年11月14日 | 第30回大分国際車いすマラソン大会 | 大分市       | T33/52  | 2位  | 1時間50分23秒 | [ 64 ]              |
| 2011年10月30日 | 第31回大分国際車いすマラソン大会 | 大分市       | T33/52  |      | DNF           | [ 65 ]              |
| 2012年9月30日  | 第24回全国車いすマラソン大会     | 兵庫県篠山市 |         |      | 2時間03分56秒 | 総合18位            |
| 2012年10月28日 | 第32回大分国際車いすマラソン大会 | 大分市       | T33/52  | 1位  | 2時間00分05秒 | [ 67 ]              |
| 2013年10月27日 | 第33回大分国際車いすマラソン大会 | 大分市       | T33/52  | 4位  | 1時間57分00秒 | [ 68 ]              |
| 2014年11月9日  | 第34回大分国際車いすマラソン大会 | 大分市       | T33/52  | 3位  | 1時間58分48秒 | [ 69 ]              |
| 2015年11月8日  | 第35回大分国際車いすマラソン大会 | 大分市       | T33/52  | 4位  | 1時間57分10秒 | [ 70 ]              |
| 2016年10月30日 | 第36回大分国際車いすマラソン大会 | 大分市       | T33/52  | 3位  | 1時間54分17秒 | [ 71 ]              |
| NR 日本記録    |                                  |              |         |      |               |                     |

#### ハーフマラソン
| 年月日         | 大会                                  | 開催地           | クラス         | 順位 | タイム        | 備考         |
| -------------- | ------------------------------------- | ---------------- | -------------- | ---- | ------------- | ------------ |
| 1998年11月1日  | 第18回大分国際車いすマラソン大会      | 大分市           | クラス3        |      | 58分46秒      | 男女総合42位 |
| 1999年10月31日 | 第19回大分国際車いすマラソン大会      | 大分市           | クラス2        | 1位  | 54分59秒      | 男女総合28位 |
| 2001年7月15日  | 日産カップ追浜チャンピオンシップ 2001 | 神奈川県横須賀市 | T52            | 1位  | 56分46秒      | 男女総合14位 |
| 2005年4月17日  | 第1回長野車いすマラソン大会           | 長野市           |                | 16位 | 53分31秒      | 男子総合     |
| 2006年4月16日  | 第2回長野車いすマラソン大会           | 長野市           |                | 30位 | 1時間01分48秒 | 男子総合     |
| 2008年4月20日  | 第4回長野車いすマラソン大会           | 長野市           | T52            | 2位  | 51分14秒      | [ 78 ]       |
| 2008年12月7日  | 日産カップ追浜チャンピオンシップ 2008 | 神奈川県横須賀市 | T52            | 1位  | 56分54秒      | 男女総合21位 |
| 2009年4月19日  | 第5回長野車いすマラソン大会           | 長野市           | T52            | 2位  | 52分21秒      | 男女総合26位 |
| 2010年4月18日  | 第6回長野車いすマラソン大会           | 長野市           | T52            | 2位  | 54分26秒      | 男女総合20位 |
| 2012年4月15日  | 第37回全国健勝マラソン加賀温泉郷大会  | 石川県加賀市     | 車いす49歳以下 | 3位  | 1時間24分03秒 | 男女総合5位  |
| 2014年4月20日  | 第10回長野車いすマラソン大会          | 長野市           | T52            | 1位  | 1時間18分31秒 | [ 83 ]       |
| 2015年4月19日  | 第11回長野車いすマラソン大会          | 長野市           | T52            | 2位  | 57分20秒      | [ 84 ]       |
| 2016年4月17日  | 第12回長野車いすマラソン大会          | 長野市           | T52            | 1位  | 1時間06分21秒 | [ 85 ]       |
| 2016年9月25日  | 第28回全国車いすマラソン大会          | 兵庫県篠山市     | シニア1クラス2 | 1位  | 1時間15分53秒 | [ 86 ]       |
| 2017年4月16日  | 第13回長野車いすマラソン大会          | 長野市           | T52            | 2位  | 58分53秒      | [ 87 ]       |
| 2018年4月15日  | 第14回長野車いすマラソン大会          | 長野市           | T52            | 6位  | 1時間18分37秒 | [ 88 ]       |
|                |                                       |                  |                |      |               |              |

## 受賞
- 銀杯（2004年）[89]
- 厚生労働大臣表彰（2004年、2008年）[89][90]
- 福井県栄誉賞（2004年）[91]
- 福井市市民栄誉賞（2004年）[90]
- 福井市市長表彰（2012年）[92]

2014年、「障がい者スポーツの普及に尽力し、会員の高田稔浩選手が３大会連続でパラリンピックに出場したほか、 生涯スポーツとして車いすマラソンの普及と『大分国際車いすマラソン』など競技の参加を続けてきた」として、福井県身体障害者陸上競技協会に「 FBC かがやき基金かがやき賞」が授与された。

## 出演

### テレビ番組
- 『チカッペ＋』「福井県障害者陸上競技協会・髙田稔浩選手」（福井テレビ、2016年5月14日）[94]

### その他
- 福井しあわせ元気国体・障スポ融合プロモーションビデオ（2018年）[95] YouTube 配信